# Viminal

Schematische Karte der sieben Hügel Roms

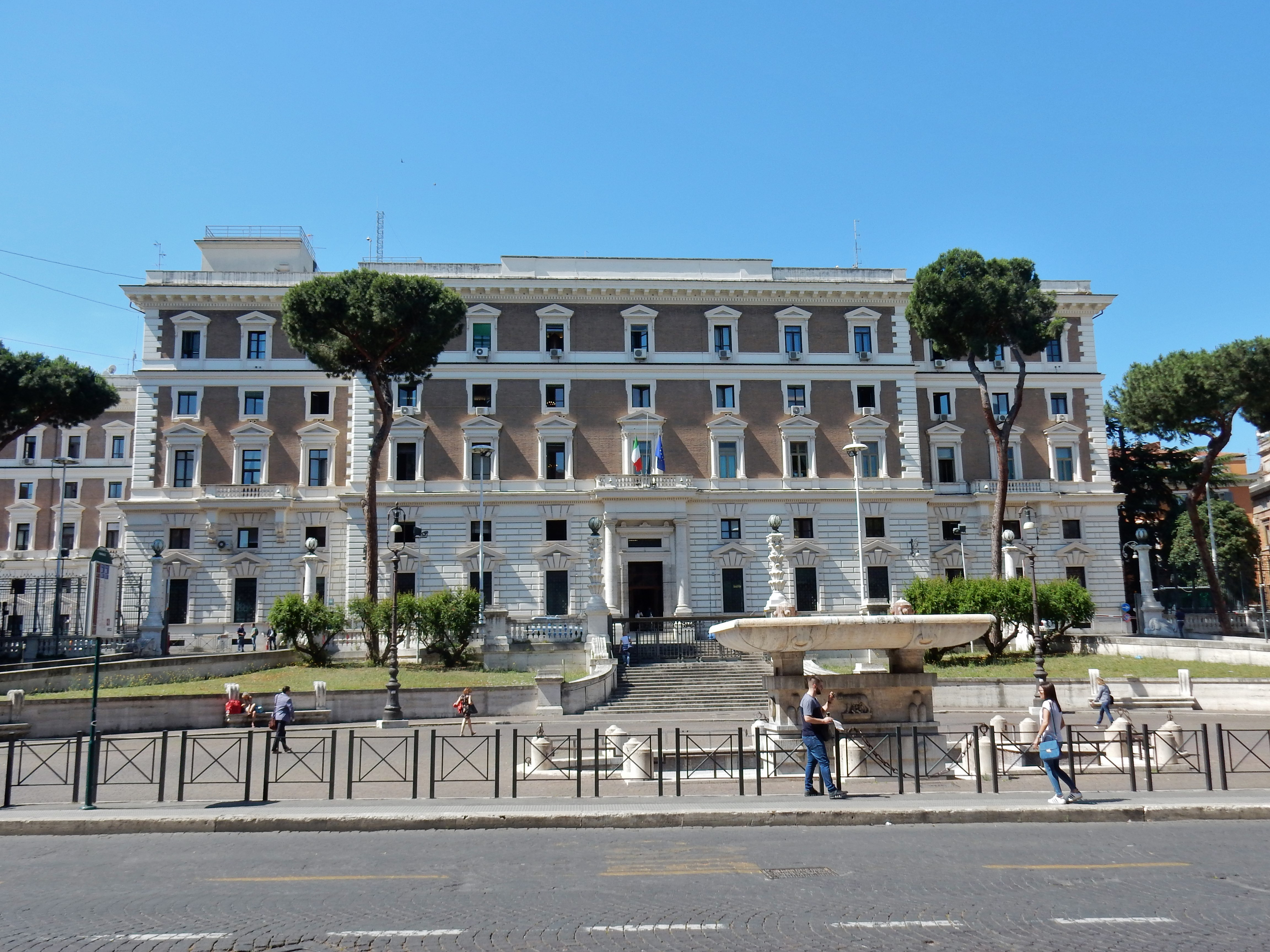
Unweit des Präsidentenpalastes am Quirinal liegt der Palazzo del Viminale, der das Innenministerium beherbergt.

Der Viminal (italienisch Colle del Viminale, lateinisch Collis Viminalis) ist der kleinste der klassischen sieben Hügel Roms. Er verläuft zwischen dem Quirinal und dem Esquilin, je getrennt durch zwei auf antiken Straßenachsen verlaufenden Verkehrszügen, welche auf die Plätze Piazza della Repubblica (Quirinal) und Santa Maria Maggiore (Esquilin) zulaufen. Heute hat auf dem 49 Meter hohen Hügel das italienische Innenministerium im Palazzo del Viminale seinen Sitz; hört man also in italienischen Nachrichten vom Viminale, ist das Innenministerium gemeint.
Weitere bedeutende Einrichtungen auf dem Viminal sind das Opernhaus Teatro dell’Opera di Roma (Nähe Piazza della Repubblica) aus dem Jahr 1879 und das Museum Istituto centrale di patologia del libro aus dem Jahr 1938. 

## Geschichte
Der Viminal gehörte wie der benachbarte Quirinal zur altrömischen Tribus Collina (die beiden Hügel waren die einzigen, die als collis und nicht als mons „Berg“ bezeichnet wurden) und war ursprünglich von Sabinern besiedelt. Der Collis Viminalis („Weidenhügel“) diente vor allem als Wohngebiet und hatte nur wenige öffentliche Bauten. Im Distrikt des heutigen Roma Termini lag ein Heiligtum des Jupiters Viminalis. Auch lagen hier die Bassins der Wasserleitungen Aqua Tepula, Iulia und Marcia. An der Ostseite des Viminals verlief die Servianische Mauer mit der Porta Viminalis.
Seit der augusteischen Zeit gehörten Viminal und Quirinal zur 6. Region (Alta Semita), heute zu Monti.
Auf dem Viminal befanden sich auch die Diokletiansthermen und das Prätorianer-Lager.